# Tocharistan
Mit dem Namen Tocharistan (arabisch طخارستان, DMG Ṭoḫāristān) wurde bei den mittelalterlichen muslimischen Autoren ein Gebiet bezeichnet, das geografisch etwa dem antiken Baktrien oder dem heutigen nördlichen Afghanistan entspricht. Das Land ist nach den antiken Tocharern benannt, obwohl nicht festzustellen ist, ob in der Zeit, in der der Name verwendet wurde, noch eine Erinnerung an die historischen Tocharer bestand. Lediglich al-Balādhurī bezeichnet Balch als madīnat Ṭuḫārā.
Der früheste Gebrauch des Namens unter der chinesischen Bezeichnung To-hu-luo (chinesisch 吐呼羅) findet sich im Wei Shu, den Annalen der Nördlichen Wei-Dynastie. Nach der Zeit der Ghuriden und dem Einfall der Mongolen im 13. Jahrhundert kam der Name offenbar außer Gebrauch.
Die Grenzen Tocharistans werden unterschiedlich angegeben. Eine genaue Beschreibung der Grenzen des engeren Tocharistan findet sich bei al-Istachri. Demnach umfasste Tocharistan das Land östlich von Balch, westlich von Badachschan, nördlich des Hindukusch und südlich des Amudarja. Bei anderen Schriftstellern werden die Grenzen teils erheblich weiter gezogen. Nach al-Balādhurī reichte Tocharistan nordwestlich bis zum heutigen Kerki und er erwähnt im Süden als Grenzländer Tocharistans Zabulistan und Kabul. Nach at-Tabarī gehörten auch Orte nördlich des Amudarja zu Tocharistan. Weiter wird bei einigen Autoren Tocharistan in ein oberes und unteres Tocharistan geteilt, ohne dass über die Aufteilung zwischen den Autoren Konsens besteht.
Tocharistan wird in politischer Hinsicht als in viele kleine Fürstentümer zersplittert beschrieben, soweit diese Kleinfürsten nicht unter der Oberherrschaft eines größeren Reiches, wie dem der Hephthaliten oder Köktürken, standen. Zur Zeit der islamischen Eroberung war ein karlukischer Fürst der Herrscher von Tocharistan. Nach ersten Vorstößen der muslimischen Araber zur Zeit des dritten Kalifen ʿUthmān ibn ʿAffān gelang es etwa 709/710 dem Statthalter von Chorassan, Qutaiba ibn Muslim, Tocharistan für das Kalifat zu sichern. Nach einer Erschütterung der muslimischen Herrschaft durch den Aufstand des al-Hārith ibn Suraidsch (734–737), war diese nach dem Sieg der Muslime über das chinesische Reich der Tang-Dynastie in der Schlacht am Talas (751) endgültig gesichert. Politisch teilte Tocharistan die Geschichte der muslimischen Dynastien der Tahiriden, Samaniden, Ghaznawiden und Ghuriden, denen das Land gehörte.